# Non-legato
Non-legato is een Italiaanse muziekterm die aangeeft dat de noot net niet zijn volledige duur gespeeld moet worden, en dus niet gebonden is aan de vorige of volgende noot. Non-legato is dus niet legato.  Het is derhalve een duurarticulatieteken. Non-legato wordt soms aangegeven met een liggend streepje bij de nootkop.
Ook wordt wel de portato-notatie gebruikt, en eigenlijk is de betekenis bijna synoniem in de uitvoeringspraktijk.
Een trap verder in duurarticulatie gaat staccato. 
Verwarrend is bij deze notatie dat het teken voor tenuto (dynamische articulatie) eveneens als een liggend streepje genoteerd wordt.